# Campionatul Mondial de Atletism din 2022

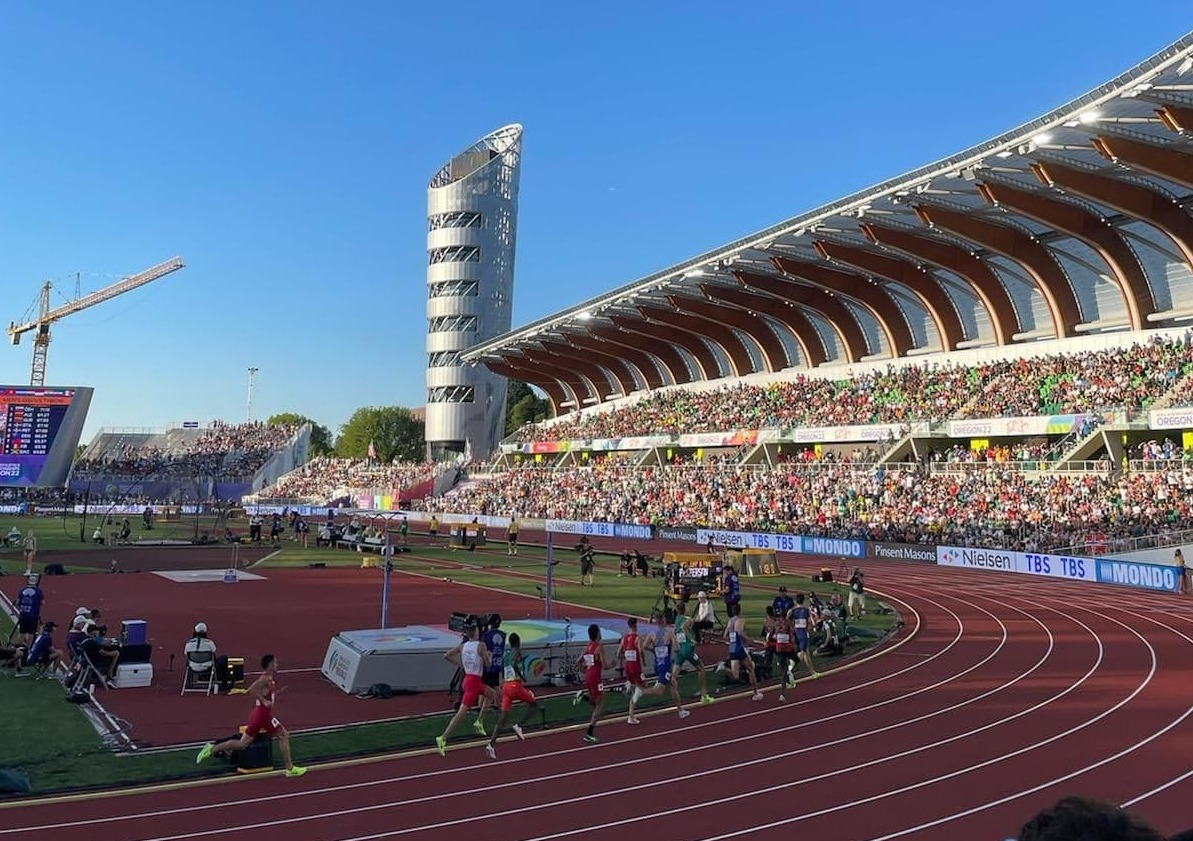
Stadionul Hayward Field

Campionatul Mondial de Atletism din 2022, cea de-a optsprezecea ediție a Campionatului Mondial de Atletism, a avut loc la Eugene, Oregon, Statele Unite ale Americii, în perioada 15-24 iulie 2022.
Acesta a fost programat inițial pentru 6–15 august 2021; pe 8 aprilie 2020, Asociația Internațională a Federațiilor de Atletism a anunțat că evenimentul va fi amânat cu un an din cauza pandemiei de COVID-19 și a amânării, din această cauză, a Jocurilor Olimpice de vară din 2020.
Pe 11 martie 2022, Asociația Internațională a Federațiilor de Atletism a anunțat că va fi acordat un nou trofeu de echipă, pe baza punctelor câștigate la probele individuale.
Probele au avut loc pe Hayward Field, construit în 1919 și renovat în 2020. Au participat 1705 atleți din 179 de țări. Sportivii din Rusia și Belarus au fost excluși din cauza invaziei Rusiei în Ucraina.

## Rezultate
RM - record mondial; RC - record al competiției; AM - record nord-american; AS - record asiatic; RE - record european; OC - record oceanic; SA - record sud-american; RA - record african; RN - record național; PB - cea mai bună performanță a carierei

### Masculin
| Probă sportivă               | Aur | Aur             | Argint                                                                                                 | Argint      | Bronz                                                                                          | Bronz       |
| 100 m detalii                | Fred Kerley (SUA) | 9,86            | Marvin Bracy (SUA)                                                                                     | 9,88        | Trayvon Bromell (SUA)                                                                          | 9,88        |
| 200 m detalii                | Noah Lyles (SUA) | 19,31 RN        | Kenneth Bednarek (SUA)                                                                                 | 19,77 SB    | Erriyon Knighton (SUA)                                                                         | 19,80       |
| 400 m detalii                | Michael Norman (SUA)                                                                                                  | 44,29           | Kirani James (GRN)                                                                                     | 44,48       | Matthew Hudson-Smith (GBR)                                                                     | 44,66       |
| 800 m detalii                | Emmanuel Korir (KEN)                                                                                                  | 1:43,71 SB      | Djamel Sedjati (ALG)                                                                                   | 1:44,14     | Marco Arop (CAN)                                                                               | 1:44,28     |
| 1.500 m detalii              | Jake Wightman (GBR)                                                                                                   | 3:29,23 PB      | Jakob Ingebrigtsen (NOR)                                                                               | 3:29,47 SB  | Mohamed Katir (SPA)                                                                            | 3:29,90 SB  |
| 5.000 m detalii              | Jakob Ingebrigtsen (NOR)                                                                                              | 13:09,24        | Jacob Krop (KEN)                                                                                       | 13:09,98    | Oscar Chelimo (UGA)                                                                            | 13:10,20    |
| 10.000 m detalii             | Joshua Cheptegei (UGA)                                                                                                | 27:27,43 SB     | Stanley Mburu (KEN)                                                                                    | 27:27,90 SB | Jacob Kiplimo (UGA)                                                                            | 27:27,97 SB |
| Maraton detalii              | Tamirat Tola (ETH) | 2:05:36 RCO     | Mosinet Geremew (ETH)                                                                                  | 2:06:44     | Bashir Abdi (BEL)                                                                              | 2:06:48     |
| 110 m garduri detalii        | Grant Holloway (SUA)                                                                                                  | 13,03           | Trey Cunningham (SUA)                                                                                  | 13,08       | Asier Martínez (SPA)                                                                           | 13,17 PB    |
| 400 m garduri detalii        | Alison dos Santos (BRA)                                                                                               | 46,29 RCo, RC   | Rai Benjamin (SUA)                                                                                     | 46,89 SB    | Trevor Bassitt (SUA)                                                                           | 47,39 PB    |
| 3000 m obstacole detalii     | Soufiane El Bakkali (MAR)                                                                                             | 8:25,13         | Lamecha Girma (ETH)                                                                                    | 8:26,01     | Conseslus Kipruto (KEN)                                                                        | 8:27,92     |
| 20 km marș detalii           | Toshikazu Yamanishi (JPN)                                                                                             | 1:19:07         | Koki Ikeda (JPN)                                                                                       | 1:19:14     | Perseus Karlström (SWE)                                                                        | 1:19:18     |
| 35 km marș detalii           | Massimo Stano (ITA)                                                                                                   | 2:23:14 RCo, RN | Masatora Kawano (JPN)                                                                                  | 2:23:15 RC  | Perseus Karlström (SWE)                                                                        | 2:23:44 PB  |
| Ștafetă 4×100 m detalii      | Canada Aaron Brown Jerome Blake Brendon Rodney Andre De Grasse                                                        | 37,48 RN        | Statele Unite ale Americii Christian Coleman Noah Lyles Elijah Hall Marvin Bracy                       | 37,55 SB    | Marea Britanie Jona Efoloko Zharnel Hughes Nethaneel Mitchell-Blake Reece Prescod Adam Gemili* | 37,83 SB    |
| Ștafetă 4×400 m detalii      | Statele Unite ale Americii Elija Godwin Michael Norman Bryce Deadmon Champion Allison Vernon Norwood* Trevor Bassitt* | 2:56,17         | Jamaica Akeem Bloomfield Nathon Allen Jevaughn Powell Christopher Taylor Karayme Bartley* Anthony Cox* | 2:58,58     | Belgia Dylan Borlée Julien Watrin Alexander Doom Kevin Borlée Jonathan Sacoor*                 | 2:58,72     |
| Săritura în înălțime detalii | Mutaz Essa Barshim (QAT)                                                                                              | 2,37 m          | Woo Sang-hyeok (KOR)                                                                                   | 2,35 m =RN  | Andrii Proțenko (UKR)                                                                          | 2,33 m SB   |
| Săritura în lungime detalii  | Wang Jianan (CHN) | 8,36 m SB       | Miltiadis Tentoglou (GRE)                                                                              | 8,32 m      | Simon Ehammer (ELV)                                                                            | 8,16 m      |
| Săritura cu prăjina detalii  | Armand Duplantis (SWE)                                                                                                | 6,21 m RM       | Chris Nilsen (USA)                                                                                     | 5,94 m      | Ernest John Obiena (PHI)                                                                       | 5,94 m AS   |
| Triplusalt detalii           | Wang Jianan (CHN) | 8,36 m SB       | Miltiadis Tentoglou (GRE)                                                                              | 8,32 m      | Simon Ehammer (SUI)                                                                            | 8,16 m      |
| Aruncarea greutății detalii  | Ryan Crouser (SUA) | 22,94 m RCo     | Joe Kovacs (SUA)                                                                                       | 22,89 m SB  | Josh Awotunde (SUA)                                                                            | 22,29 m PB  |
| Aruncarea discului detalii   | Kristjan Čeh (SLO) | 71,13 m RCo     | Mykolas Alekna (LIT)                                                                                   | 69,27 m     | Andrius Gudžius (LIT)                                                                          | 67,55 m     |
| Aruncarea suliței detalii    | Anderson Peters (GRN)                                                                                                 | 90,54 m         | Neeraj Chopra (IND)                                                                                    | 88,13 m     | Jakub Vadlejch (CZE)                                                                           | 88,09 m     |
| Aruncarea ciocanului detalii | Paweł Fajdek (POL) | 81,98 m         | Wojciech Nowicki (POL)                                                                                 | 81,03 m     | Eivind Henriksen (NOR)                                                                         | 80,87 m SB  |
| Decatlon detalii             | Kevin Mayer (FRA) | 8816 SB         | Pierce LePage (CAN)                                                                                    | 8701 PB     | Zachery Ziemek (SUA)                                                                           | 8676 PB     |

* Atletul a participat doar la calificări, dar a primit o medalie.

### Feminin
| Probă sportivă               | Aur | Aur             | Argint | Argint      | Bronz                                                                                  | Bronz       |
| 100 m detalii                | Shelly-Ann Fraser-Pryce (JAM) | 10,67 RCo       | Shericka Jackson (JAM) | 10,73 PB    | Elaine Thompson-Herah (JAM)                                                            | 10,81       |
| 200 m detalii                | Shericka Jackson (JAM) | 21,45 RCo, RN   | Shelly-Ann Fraser-Pryce (JAM) | 21,81 SB    | Dina Asher-Smith (GBR)                                                                 | 22,02       |
| 400 m detalii                | Shaunae Miller-Uibo (BAH) | 49,11           | Marileidy Paulino (DOM) | 49,60       | Sada Williams (BAR)                                                                    | 49,75 RN    |
| 800 m detalii                | Athing Mu (SUA) | 1:56,30         | Keely Hodgkinson (GBR) | 1:56,38 SB  | Mary Moraa (KEN)                                                                       | 1:56,71 PB  |
| 1.500 m detalii              | Faith Kipyegon (KEN) | 3:52,96         | Gudaf Tsegay (ETH) | 3:54,52     | Laura Muir (GBR)                                                                       | 3:55,28 SB  |
| 5.000 m detalii              | Gudaf Tsegay (ETH) | 14:46,29        | Beatrice Chebet (KEN) | 14:46,75 SB | Dawit Seyaum (ETH)                                                                     | 14:47,36    |
| 10.000 m detalii             | Letesenbet Gidey (ETH) | 30:09,94        | Hellen Obiri (KEN) | 30:10,02 PB | Margaret Kipkemboi (KEN)                                                               | 30:10,07 PB |
| Maraton detalii              | Gotytom Gebreslase (ETH) | 2:18:11 RCo     | Judith Korir (KEN) | 2:18:20 PB  | Lonah Salpeter (ISR)                                                                   | 2:20:18     |
| 100 m garduri detalii        | Tobi Amusan (NGR) | 12,06           | Britany Anderson (JAM) | 12,23       | Jasmine Camacho-Quinn (PUR)                                                            | 12,23       |
| 400 m garduri detalii        | Sydney McLaughlin (SUA) | 50,68 RM        | Femke Bol (NED) | 52,27 =SB   | Dalilah Muhammad (SUA)                                                                 | 53,13 SB    |
| 3000 m obstacole detalii     | Norah Jeruto (KAZ) | 8:53,02 RCo     | Werkuha Getachew (ETH) | 8:54,61 RN  | Mekides Abebe(ETH)                                                                     | 8:56,08 PB  |
| 20 km marș detalii           | Kimberly García (PER) | 1:26:58         | Katarzyna Zdziebło (POL) | 1:27:31     | Qieyang Shijie (CHN)                                                                   | 1:27:56     |
| 35 km marș detalii           | Kimberly García (PER) | 2:39:16 RCo, RC | Katarzyna Zdziebło (POL) | 2:40:03 PB  | Qieyang Shijie (CHN)                                                                   | 2:40:37 RC  |
| Ștafetă 4×100 m detalii      | Statele Unite ale Americii Melissa Jefferson Abby Steiner Jenna Prandini Twanisha Terry Aleia Hobbs*                                        | 41,14           | Jamaica Kemba Nelson Elaine Thompson-Herah Shelly-Ann Fraser-Pryce Shericka Jackson Briana Williams* Natalliah Whyte* Remona Burchell* | 41,18 SB    | Germania Tatjana Pinto Alexandra Burghardt Gina Lückenkemper Rebekka Haase             | 42,03 SB    |
| Ștafetă 4×400 m detalii      | Statele Unite ale Americii Talitha Diggs Abby Steiner Britton Wilson Sydney McLaughlin Allyson Felix* Kaylin Whitney* Jaide Stepter Baynes* | 3:17,79         | Jamaica Candice McLeod Janieve Russell Stephenie Ann McPherson Charokee Young Stacey-Ann Williams* Junelle Bromfield* Tiffany James*   | 3:20,74 SB  | Marea Britanie Victoria Ohuruogu Nicole Yeargin Jessie Knight Laviai Nielsen Ama Pipi* | 3:22,64 SB  |
| Săritura în înălțime detalii | Eleanor Patterson (AUS) | 2,02 m          | Iaroslava Mahucih (UCR) | 2,02 m      | Elena Vallortigara (ITA)                                                               | 2,00 m      |
| Săritura în lungime detalii  | Malaika Mihambo (GER) | 7,12 m SB       | Ese Brume (NGR) | 7,02 m SB   | Leticia Oro Melo (BRA)                                                                 | 6,89 m PB   |
| Săritura cu prăjina detalii  | Katie Nageotte (SUA) | 4,85 m          | Sandi Morris (SUA) | 4,85 m      | Nina Kennedy (AUS)                                                                     | 4,80 m SB   |
| Triplusalt detalii           | Yulimar Rojas (VEN) | 15,47 m         | Shanieka Ricketts (JAM) | 14,89 m SB  | Tori Franklin (SUA)                                                                    | 14,72 m SB  |
| Aruncarea greutății detalii  | Chase Ealey (SUA) | 20,49 m         | Gong Lijiao (CHN) | 20,39 m     | Jessica Schilder (NED)                                                                 | 19,77 m     |
| Aruncarea discului detalii   | Feng Bin (CHN) | 69,12 m PB      | Sandra Perković (CRO) | 68,45 m SB  | Valarie Allman (SUA)                                                                   | 68,30 m     |
| Aruncarea suliței detalii    | Kelsey-Lee Barber (AUS) | 66,91 m         | Kara Winger (SUA) | 64,05 m     | Haruka Kitaguchi (JPN)                                                                 | 63,27 m     |
| Aruncarea ciocanului detalii | Brooke Andersen (SUA) | 78,96           | Camryn Rogers (CAN) | 75,52       | Janee' Kassanavoid (SUA)                                                               | 74,86       |
| Heptatlon detalii            | Nafissatou Thiam (BEL) | 6947            | Anouk Vetter (NED) | 6867 RN     | Anna Hall (SUA)                                                                        | 6755 PB     |

* Atleta a participat doar la calificări, dar a primit o medalie.

### Mixt
| Probă sportivă    | Aur                                                                                         | Aur     | Argint                                                                                     | Argint     | Bronz                                                                                                 | Bronz      |
| 4 x 400 m detalii | Republica Dominicană Lidio Andrés Feliz Marileidy Paulino Alexander Ogando Fiordaliza Cofil | 3:09,82 | Țările de Jos Liemarvin Bonevacia Lieke Klaver Tony van Diepen Femke Bol Eveline Saalberg* | 3:09,90 RN | Statele Unite ale Americii Elija Godwin Allyson Felix Vernon Norwood Kennedy Simon Wadeline Jonathas* | 3:10,16 SB |

* Atleta a participat doar la calificări, dar a primit o medalie.

## Clasament pe medalii
| Loc   | Țară                       | Aur | Argint | Bronz | Total |
| ----- | -------------------------- | --- | ------ | ----- | ----- |
| 1     | Statele Unite ale Americii | 13  | 9      | 11    | 33    |
| 2     | Etiopia                    | 4   | 4      | 2     | 10    |
| 3     | Jamaica                    | 2   | 7      | 1     | 10    |
| 4     | Kenya                      | 2   | 5      | 3     | 10    |
| 5     | China                      | 2   | 1      | 3     | 6     |
| 6     | Australia                  | 2   | –      | 1     | 3     |
| 7     | Peru                       | 2   | –      | –     | 2     |
| 8     | Polonia                    | 1   | 3      | –     | 4     |
| 9     | Japonia                    | 1   | 2      | 1     | 4     |
| 9     | Canada                     | 1   | 2      | 1     | 4     |
| 11    | Regatul Unit               | 1   | 1      | 5     | 7     |
| 12    | Norvegia                   | 1   | 1      | 1     | 3     |
| 13    | Republica Dominicană       | 1   | 1      | –     | 2     |
| 13    | Grenada                    | 1   | 1      | –     | 2     |
| 13    | Nigeria                    | 1   | 1      | –     | 2     |
| 16    | Belgia                     | 1   | –      | 2     | 3     |
| 16    | Suedia                     | 1   | –      | 2     | 3     |
| 16    | Uganda                     | 1   | –      | 2     | 3     |
| 19    | Brazilia                   | 1   | –      | 1     | 2     |
| 19    | Germania                   | 1   | –      | 1     | 2     |
| 19    | Italia                     | 1   | –      | 1     | 2     |
| 22    | Bahamas                    | 1   | –      | –     | 1     |
| 22    | Franța                     | 1   | –      | –     | 1     |
| 22    | Kazahstan                  | 1   | –      | –     | 1     |
| 22    | Qatar                      | 1   | –      | –     | 1     |
| 22    | Maroc                      | 1   | –      | –     | 1     |
| 22    | Portugalia                 | 1   | –      | –     | 1     |
| 22    | Slovenia                   | 1   | –      | –     | 1     |
| 22    | Venezuela                  | 1   | –      | –     | 1     |
| 30    | Țările de Jos              | –   | 3      | 1     | 4     |
| 31    | Letonia                    | –   | 1      | 1     | 2     |
| 31    | Ucraina                    | –   | 1      | 1     | 2     |
| 33    | Algeria                    | –   | 1      | –     | 1     |
| 33    | Burkina Faso               | –   | 1      | –     | 1     |
| 33    | Grecia                     | –   | 1      | –     | 1     |
| 33    | India                      | –   | 1      | –     | 1     |
| 33    | Croația                    | –   | 1      | –     | 1     |
| 33    | Coreea de Sud              | –   | 1      | –     | 1     |
| 39    | Spania                     | –   | –      | 2     | 2     |
| 40    | Barbados                   | –   | –      | 1     | 1     |
| 40    | Israel                     | –   | –      | 1     | 1     |
| 40    | Filipine                   | –   | –      | 1     | 1     |
| 40    | Puerto Rico                | –   | –      | 1     | 1     |
| 40    | Elveția                    | –   | –      | 1     | 1     |
| 40    | Cehia                      | –   | –      | 1     | 1     |
| Total | Total                      | 49  | 49     | 49    | 147   |

## Participarea României la campionat
Opt atleți au reprezentat România.
- Bianca Ghelber – ciocan - locul 6
- Alin Firfirică – disc - locul 7
- Daniela Stanciu – înălțime - locul 10
- Andrei Toader – greutate - locul 18
- Alexandru Novac – suliță - locul 25
- Ana Veronica Rodean – 35 km marș - locul 26
- Marius Cocioran – 35 km marș - locul 38
- Mihaela Acatrinei – 35 km marș - NT

## Participarea Republicii Moldova la campionat
Cinci atleți au reprezentat Republica Moldova.
- Andrian Mardare – suliță - locul 7
- Alexandra Emilianov – disc - locul 13
- Serghei Marghiev – ciocan - locul 15
- Zalina Marghieva – ciocan - locul 17
- Dimitriana Bezede – greutate - locul 24